# Stefan Połujan
Stefan Połujan (ur. 11 października 1934, zm. 14 kwietnia 1995 w Warszawie) – polski lekkoatleta, specjalizujący się w biegach sprinterskich.

## Osiągnięcia
- Mistrzostwa Polski seniorów w lekkoatletyce (2 medale)[3]
  - Warszawa 1953
    - złoty medal w sztafecie 4 × 100 metrów
    - brązowy medal w biegu na 200 metrów

Został pochowany na cmentarzu komunalnym Północnym w Warszawie (kwatera S-VII-12, rząd 6, grób 7).